# Milanko Rašković
Milanko Rašković (n. 13 martie 1981, Raška, Serbia) este un fotbalist din Serbia legitimat la clubul FK Čelik Nikšić din Muntenegru. A jucat în Liga I în perioada 2008-2010, pentru echipa Pandurii Târgu Jiu.